# Хосе Марія Хіль-Роблес Хіль-Дельгадо
Хосе Марія Хіль-Роблес Хіль-Дельгадо (ісп. José María Gil-Robles y Gil-Delgado; 17 червня 1935, Мадрид — 13 лютого 2023) — іспанський юрист і політичний діяч. Депутат Європейського парламенту в 1989–2004 рр. Президент Європейського парламенту в 1997–1999 рр. Член правоцентристської Народної партії.

## Біографія
Народився 17 червня 1935 р. в родині відомого іспанського політика Хосе Марії Хіль-Роблеса (1898–1980), лідера правої католицької промонархічної партії Іспанської конфедерації незалежних правих (ісп. La Confederación Española de Derechas Autónomas — CEDA) 1933–1937 рр., брат Альваро Хіль-Роблеса (р. 1944), Національного омбудсмена Іспанії (1988–1993) та комісара з прав людини Ради Європи (1999–2006).
Під час громадянської війни в Іспанії разом із сім'єю проживав в еміграції в Португалії (Ешторіалі).
Навчався в університеті в Саламанці. В 1957 році він здобув ступінь у галузі права в Університеті Саламанки, з відзнакою. Протягом кількох років, і до 1964 був доцентом на кафедрі політичної права в Університеті Мадрида. Після смерті Франциско Франко брав участь у створенні спільно з батьком Народної партії.
Обраний депутатом Європейського парламенту в 1989 р., від Народної Партії. Входив в фракцію Європейської народної партії. Входив до складу комітетів у справах молоді, культури, освіти, ЗМІ та спорту і петицій.
1994 року був переобраний депутатом Європейського парламенту, ставши, одним із чотирнадцяти віце-президентів і був членом комітету з інституційним питань і регулювання.
1997 року обраний Президентом Європейського парламенту, змінивши на цій посаді соціаліста німця Клауса Ханша.
Володіє португальською, французькою, англійською та італійською мовами.
Нагороджений медаллю Шумана, Хрестом за заслуги в сільському господарстві, орденом Франциско Моразана — нагороди Центральноамериканського парламенту.